# Xã Lockhart, Quận Pike, Indiana
Xã Lockhart (tiếng Anh: Lockhart Township) là một xã thuộc quận Pike, tiểu bang Indiana, Hoa Kỳ. Năm 2010, dân số của xã này là 907 người.